# Коршунов, Владимир Захарович
Владимир Захарович Коршунов (1922—1971) — командир отделения взвода пешей разведки 190-го стрелкового полка (5-я стрелковая Орловская ордена Ленина Краснознамённая орденов Суворова и Кутузова дивизия, 40-й стрелковый корпус, 3-я армия, 3-й Белорусский фронт), старшина, участник Великой Отечественной войны, кавалер ордена Славы трёх степеней.

## Биография
Родился в 1922 году в селе Красный Ключ, ныне в черте села Наровчат Наровчатского района Пензенской области. Русский.
Из семьи рабочего.
Образование неполное среднее. Работал в колхозе, затем переехал в Москву и работал слесарем на предприятиях столицы.
Призван в Красную армию Ухтомским районным военкоматом Московской области в сентябре 1941 года. На фронте — с 13 февраля 1942 года. Был тяжело ранен в июле 1942 года, дважды легко ранен в октябре 1943 и в январе 1944 годов.
С 1943 года воевал в 3-й стрелковой дивизии. Участник битвы за Днепр (сентябрь-ноябрь 1943), серии наступательных операция на рогачёвском и гомельском направлениях зимой 1944 года, Белорусской (июнь-август 1944), Ломжа-Ружанской (сентябрь-ноябрь 1944), Восточно-Прусской (январь-апрель 1945) наступательных операций.
Помощник командира 28-й отдельной разведывательной роты (5-я стрелковая дивизия, 80-й стрелковый корпус, 3-я армия, Белорусский фронт) старший сержант Коршунов Владимир Захарович проявил исключительную отвагу в Рогачёвско-Жлобинской фронтовой наступательной операции. При прорыве первой полосы немецкой обороны 21 февраля 1944 года вёл своих бойцов впереди наступавших стрелковых частей, преодолел под огнём несколько рядов проволочных заграждений и гранатой уничтожил неподавлённую артиллерией пулемётную точку с расчётом. Затем первым ворвался в немецкую траншею и в рукопашной схватке уничтожил ещё одного немецкого солдата.
За образцовое выполнение боевых заданий Командования на фронте борьбы с немецкими захватчиками и проявленные при этом доблесть и мужество приказом частям 5-й стрелковой дивизии № 41/н от 5 марта 1944 года старший сержант Коршунов Владимир Захарович награждён орденом Славы 3-й степени.
Весной 1944 года был переведён в взвод пешей разведки 190-го стрелкового полка той же 5-й стрелковой дивизии. В его рядах отличился в Белорусской стратегической операции. Так, 28 августа 1944 года он разведал расположение немецкой миномётной батареи и вывел на её позицию нашу стрелковую роту. Батарея была захвачена. Немного позднее обнаружил и немецкий корректировочный пост, который атаковал в одиночку (товарищи находились далеко): броском ворвавшись в окоп, в рукопашном бою уничтожил всех трёх корректировщиков, а их рацию захватил в полной исправности. Наградой стал орден Красной Звезды.
Командир отделения взвода пешей разведки 190-го стрелкового полка (дивизия та же, 40-й стрелковый корпус, 3-я армия, 3-й Белорусский фронт) старшина Коршунов Владимир Захарович сражался в ходе Восточно-Прусской наступательной операции, производя разведку расположения и оборону противника. 5 февраля 1945 года в лесу между населёнными пунктами Тенерка и Миченек (район города Бранево, ныне в Польше) с своей разведгруппой попал в засаду противника, но принял бой, в котором вся эта засада была уничтожена, кроме 2-х захваченных в плен солдат. При преследовании врага 17 февраля 1945 года его отделение первым ворвалось в село Лайс, где гранатами и автоматным огнём истребили до 10 солдат и 2 пулемётные точки, расчистив тем самым путь стрелковым частям.
За образцовое выполнение боевых заданий Командования на фронте борьбы с немецкими захватчиками и проявленные при этом доблесть и мужество приказом войскам 3-й армии № 692/н от 16 марта 1945 года старшина Коршунов Владимир Захарович награждён орденом Славы 2-й степени.
Командир отделения взвода пешей разведки 190-го стрелкового полка старшина Коршунов Владимир Захарович не менее геройски сражался и в дальнейших боях в Восточной Пруссии. 24 марта 1945 года в бою за город Хайлигенбайль (ныне город Мамоново, Калининградская область) одним из первых форсировал реку Банау (ныне Мамоновка) и, увлекая за собой бойцов, первым ворвался на окраину города. В уличных боях гранатами уничтожил пулемётную точку, оборудованную в каменном здании. При оттеснении противника к берегу залива Фриш-Гав (ныне Калининградский залив) гранатой уничтожил ещё одну пулемётную точку. Когда на пути бойцов оказался мощный блиндаж с несколькими амбразурами, огнём их которым немцы приостановили продвижение пехоты, пробрался к нему вплотную и забросал гранатами. На месте были убиты 7 гитлеровцев в блиндаже, а оглушенные 16 солдат были взяты в плен. В дальнейших боях по очистке от врага побережья залива Фриш-Гав отделение Коршунова отрезало от отступавших немецких подразделений большую группу солдат и прижало огнём её к берегу. После упорного сопротивления, потеряв 11 человек убитыми, немцы сдались: в плен попали 35 человек, из них 4 офицера.
За образцовое выполнение боевых заданий Командования на фронте борьбы с немецкими захватчиками и проявленные при этом доблесть и мужество Указом Президиума Верховного Совета СССР от 29 июня 1945 года старшина Коршунов Владимир Захарович награждён орденом Славы 1-й степени.
В последние недели войны 3-я армия, в которой воевал старшина В. З. Коршунов, была передана 1-му Белорусскому фронту, переброшена под Берлин и успела там принять участие в боях по блокаде города и отражению упорных попыток врага вырваться из Берлина. На реке Эльба под городом Магдебургом боец встретил Победу.
После войны служил помощником командира взвода в том же 190-м стрелковом полку 5-й стрелковой дивизии, вместе с которой был передислоцирован в Минский военный округ (Витебск). В начале 1946 года старшина В. З. Коршунов был демобилизован.
Жил в родном селе Красный Ключ. Работал в Рембыттехнике.
Скончался в 1971 году. Похоронен на Николо-Архангельском кладбище.

## Награды
- Орден Красной Звезды (8.09.1944)[3]
- Полный кавалер ордена Славы:
  - орден Славы I степени (15.05.1946, орден № 618)[4];
  - орден Славы II степени (14.10.1944, орден № 7053)[5];
  - орден Славы III степени (14.10.1944, орден № 7053)[6];
- медали, в том числе:
  - «За отвагу» (15.04.1944)[7];
  - «В ознаменование 100-летия со дня рождения Владимира Ильича Ленина» (6 апреля 1970)
  - «За победу над Германией» (9 мая 1945[8])
  - За взятие Кёнигсберга (9.6.1045);
  - «За взятие Берлина» (9.6.1945);
  - «20 лет Победы в Великой Отечественной войне 1941—1945 гг.» (7 мая 1965[9])
  - «30 лет Победы в Великой Отечественной войне 1941—1945 гг.»[10]
  - «30 лет Советской Армии и Флота»[11]
  - «40 лет Вооружённых Сил СССР»[12]
  - «50 лет Вооружённых Сил СССР» (26 декабря 1967[13])
- Знак «25 лет победы в Великой Отечественной войне» (1970)

## Память
- На могиле установлен надгробный памятник.
- Его имя увековечено в Главном Храме Вооружённых сил России, и навсегда запечатлено на мемориале «Дорога памяти».